# سارا أرجون
سارا أرجون هي ممثلة هندية، ولدت في 7 أبريل 2006 بمومباي في الهند.

## وصلات خارجية
- سارا أرجون على موقع IMDb (الإنجليزية)
- سارا أرجون على موقع قاعدة بيانات الفيلم (الإنجليزية)